# Tres Nadals
Tres Nadals és una obra de l'escriptor Quim Monzó que aplega tres relats nadalencs en to satíric i festiu que juga amb els tòpics nadalencs de la felicitat, la germanor, la solidaritat i la bondat humana, i que van ser publicats originàriament per encàrrec en castella a La Vanguardia entre 1996 i 2002.
El llibre segueix la tradició del filòsof Cels que es burla de les “faules fabricades”, i està il·lustrat amb treballs del pintor Ramon Enrich inclou el conte «Nadal blanc» (que apareix a Del tot indefens davant dels hostils imperis alienígenes), «La venedora de mistos» (que apareix a El millor dels mons) i «La comissió», no inclòs en cap llibre precedent.
Els contes estan refets amb molts canvis respecte la publicació inicial a La Vanguardia i es van publicar l'any 2003 a l'editorial Quaderns Crema. i en castellà (Tres Navidades), a l'editorial Acantilado, de Barcelona, també en la versió renovada respecte la publicació inicial.